# Agnara delvecchioi
Agnara delvecchioi is een pissebed uit de familie Agnaridae. De wetenschappelijke naam van de soort is voor het eerst geldig gepubliceerd in 1927 door Arcangeli.